# Mutazylizm
Mutazylizm (arab. ‏المعتزلة‎ al-mu’tazila, od ‏اعتزل‎ i’tazala „wycofać się”, "odseparować się") – racjonalistyczny kierunek w arabskiej filozofii średniowiecznej postulujący alegoryczne rozumienie Koranu w przypadku kolizji jego treści z rozumem. Na filozofię mutazylitów wpłynęła myśl grecka. Szczyt rozwoju tej szkoły teologiczno-filozoficznej przypadł na koniec VIII i początek IX wieku. W roku 833 doktryna mutazylicka została uznana za oficjalną doktrynę kalifatu muzułmańskiego.
W 942 mutazylici zostali potępieni.

## Poglądy mutazylitów
Jeden z pierwszych arabskich myślicieli Wasil ibn Ata (699-748), po zapoznaniu się z grecką filozofią wystąpił ostro przeciw muzułmańskiej ortodoksji, zwłaszcza przeciw swojemu nauczycielowi Hasanowi al-Basri (642-728). Utrzymywał, że skoro Bóg jest Absolutem, nie można mu przypisywać szczegółowych atrybutów, o których mówi Koran, a które są jedynie wytworami myśli ludzkiej. Wbrew Koranowi zaprzeczał także predestynacji, przyznając człowiekowi całkowicie wolną wolę jako konsekwencję konieczności ludzkiej odpowiedzialności za czyny. Ostatecznie uznał świętą księgę islamu za spisaną w czasie, a nie wieczną, a więc za podległą krytycznej interpretacji, zapoczątkowując w ten sposób działalność mutazylitów.
Według tradycji Hasan al-Basri wyróżniał na podstawie Koranu 99 atrybutów Boga (Allaha), uznając je za przynależne jedynie Jemu, przysługujące mu realnie i wchodzące w skład jego istoty. Wszystkie inne niż te koraniczne atrybuty Boga cechy są cechami rzeczy stworzonych, zależą wyłącznie od Allaha i mają czasowy charakter. Wasil Ibn Ata z pozycji racjonalistycznych zaprzeczył tym twierdzeniom Hasana, uznając atrybuty Boga za jego wytwory, nie przyznając im współwieczności z Nim. Twierdzenia Wasila były otwartym wystąpieniem przeciw ortodoksji, które afirmował słowami ana mutazilun minkum (arab. oto ja oddzielam się od was). Od słowa mutazila (arab. oddzielenie) powstała nazwa kierunku filozoficzno-teologicznego utworzonego przez zwolenników Wasila, mutazylitów. Najwybitniejszymi przedstawicielami mutazylizmu byli Abu al-Huzajl al-Allaf (zm. 841?), An-Nazzam (782-836), Biszr Ibn al-Mu’tamir (zm. 825), Mu’ammar (zm. 842), Al-Dżahiz (zm. 869), Abu Ali Muhammad al-Dżubba’i (ok. 848 – 915) i jego syn Abu Haszim Abd al-Salam al-Dżubba’i (861 – 933), oraz podsumowujący nauczanie szkoły Abd al-Dżabbar (zm. 1025) i jej ostatni wybitny przedstawiciel Az-Zamachszari (zm. 1144). We wczesnym okresie swojego rozwoju mutazylici stali w ostrym sporze z muzułmańską ortodoksją – wraz z rozwojem myśli islamskiej spór ten jednak stopniowo słabł, a mutazylizm, pozostając na marginesie życia religijnego, dostarczał islamowi spełnienia potrzeby racjonalizacji wiary, upowszechniając tym samym filozofię i jej zastosowanie do badań szczegółowych, tj. dostarczając im logiki i metodologii. Na gruncie doktryny podstawowym sporem pozostawało zagadnienie statusu atrybutów Boga, ujmowanych coraz częściej nie teologicznie, lecz filozoficznie – zaczęto je rozumieć jako uniwersalia, pojęcia ogólne. Rozumiane jako pojęcia ogólne atrybuty traktowano podobnie jak w zachodnim nominalizmie – traktowano je jako wyłącznie nazwy istniejących w rzeczach właściwości, odmawiano im istnienia realnego, uznawano za twory czasowe i istniejące wyłącznie w umyśle, które w orzekaniu o Bogu przenosi się dopiero na Boga. Paradoksalnie, mimo daleko posuniętego racjonalizmu tej doktryny, powodowało to podkreślenie ograniczoności ludzkiego poznania, jako że umysł nie może mieć dostępu do istoty rzeczy stworzonych i Boga, ale dysponuje jedynie złudnymi konstruktami, którymi stara się określać przedmioty jednostkowe. Do samych przedmiotów jednostkowych (którym jedynie, jak w nominalizmie, przysługuje istnienie realne) nie ma jednak dostępu i nie może nic o nich prawdziwie orzekać. Tworzenie tych konstruktów (nazw) pojmowano natomiast jako subiektywne i umowne obrazy powstające w umyśle na drodze zestawiania jednostkowych części przedmiotów.
Sądzi się czasem, że te doktrynalne spekulacje podejmowane przez mutazylitów nad naturą atrybutów Boga powstawały nie same dla siebie, nie ze względu na przekonanie o samoistnej wartości czystej metafizyki, ale ze względu na to, że mogły stanowić podbudowę metodologii. Skoro bowiem wszelkie orzekanie o Bogu za pomocą nazw jest orzekaniem wyłącznie za pomocą wytworów umysłu ludzkiego, to także sam Koran, jako orzekający o Bogu za pomocą nazw, nie może być, jak chce islamska ortodoksja, współwieczny z Bogiem, ale musi być od niego późniejszy, musi stanowić wytwór umysłu ludzkiego, a jako taki, jak każda ludzka myśl, musi być niedoskonały i dostępny rozbiorowi krytycznemu. Należy przy tym zaznaczyć, że mutazylici nie negowali tego, że Koran został objawiony przez Boga, a tylko przypisywali mu czasowy charakter, odmawiając mu współwieczności z Absolutem. Pogląd taki umożliwił rozwój alegorycznej interpretacji Koranu – w przypadku gdy jest on niezgodny z rozumem, należy tłumaczyć go przenośnie. W ten sposób mutazylici stworzyli metodologię badań filozoficznych, którą zastosować można było i którą zastosowano także w związku z badaniami przyrodniczymi.
W 833 mutazylici powołali instytucję broniącą prawowierności (Mihna, nazywanej także muzułmańską inkwizycją). Sami mutazylici spotkali się z prześladowaniami ze strony zwolenników tradycjonalizmu w islamie.